# Rubia tatarica
Rubia tatarica là một loài thực vật có hoa trong họ Thiến thảo. Loài này được (Trevir.) F.Schmidt miêu tả khoa học đầu tiên năm 1868.